# Cyprofloksacyna
Cyprofloksacyna, ciprofloksacyna – organiczny związek chemiczny, chemioterapeutyk z grupy chinolonów II generacji (fluorochinolonów), o działaniu bakteriobójczym, wykazujący swoje działanie poprzez hamowanie bakteryjnej topoizomerazy DNA i gyrazy DNA. Jest najsilniej działającym lekiem wśród fluorochinolonów. Wydalana głównie w postaci niezmienionej z moczem i częściowo z kałem, osiągając w nich duże stężenia.

## Zakres działania bakteriobójczego[1]
- Haemophilus influenzae
- Salmonella, Shigella
- dwoinka rzeżączki
- pałeczka ropy błękitnej
- pałeczka okrężnicy
- gronkowiec złocisty
- prątki gruźlicy i prątki atypowe
- enterobakterie
- Bartonella[2]

Cyprofloksacyna działa szczególnie silnie wobec bakterii Gram-ujemnych (wobec innych wykazuje zmienną aktywność).

## Wskazania
Leczenie zakażeń drobnoustrojami wrażliwymi na cyprofloksacynę. Stosowana jest głównie w leczeniu zakażeń układu moczowego.
Z uwagi na to, że dobrze przenika do płuc, gruczołu krokowego, kości, płynu mózgowo-rdzeniowego, migdałków podniebiennych, jest stosowana w zakażeniach tych narządów. Jest skuteczna również w leczeniu duru brzusznego i zakażeń wąglikiem.

## Przeciwwskazania
- nadwrażliwość na lek
- ciąża i okres karmienia piersią
- dzieci i młodzież do 18 roku życia
- szczególną ostrożność należy zachować w przypadku osób:
  - w podeszłym wieku
  - z miażdżycą tętnic mózgu
  - z niewydolnością wątroby
  - leczonych teofiliną, lekami przeciwkrzepliwymi, cyklosporyną
  - chorych na padaczkę

## Działania niepożądane[1]
- ze strony układu pokarmowego
  - nudności
  - wymioty
  - brak łaknienia
  - podwyższenie stężenia AlAT i AspAT
- ze strony ośrodkowego układu nerwowego
  - uczucie oszołomienia
  - bóle i zawroty głowy
  - omamy
  - drgawki
- ze strony skóry
  - pokrzywka
  - nadwrażliwość na światło
- ze strony narządów ruchu:
  - możliwość uszkodzenia (lub nawet zerwania) ścięgna Achillesa

## Dawkowanie
Zwykle stosuje się doustnie dwa razy na dobę w dawce 250–750 mg lub dożylnie 200–400 mg co 12 godzin.
W trakcie leczenia nie powinno się prowadzić pojazdów ani obsługiwać maszyn. Należy również spożywać duże ilości płynów, aby uniknąć ryzyka krystalurii (wytrącania się substancji w drogach moczowych).

## Nazwy handlowe
W handlu cyprofloksacyna dostępna jest w preparatach: Cifran, Ciphin, Ciplox, Ciprinol, Ciprobay, Cipronex, Cipropol, Ciprum i Proxacin. Ponadto produkowany jest Cetraxal do stosowania miejscowego przy zapaleniu ucha oraz Ciloxan i Proxacin stosowane do oka.